# Faust. Une tragédie
Pour les articles homonymes, voir Faust (homonymie).
 (octobre 2021).
Faust. Une tragédie (en allemand Faust. Eine Tragödie) (également Faust. Première partie de la tragédie ou Faust I), est une tragédie de Johann Wolfgang von Goethe publiée en 1808. Elle est l'une des œuvres les plus importantes et les plus citées de la littérature allemande.
Le drame s'inspire d'une légende populaire, mise en scène par de nombreux autres écrivains, tirée de l'histoire d'un personnage réel, Johann Georg Faust. Selon la légende, Faust fait un pacte avec le diable, incarné par Méphistophélès, en échange de l'aide de ce dernier pour réaliser ses désirs. L’œuvre aborde de nombreux thèmes tels que la quête de connaissances, la tentation du mal et la quête de l'éternité.
Elle est développée dans une suite, Faust II, en une parabole de l'humanité.

## Contexte
Pour un article plus général, voir Classicisme de Weimar.
Publiée pour la première fois en 1790, l’oeuvre s’inscrit dans la période littéraire du Classicisme de Weimar, qui est souvent délimitée par le premier voyage en Italie de Goethe en 1786 et la mort de Friedrich Schiller en 1805. Cette période est caractérisée par un retour à l’antiquité, mais ce qui la différencie des autres formes de classicisme est une nouvelle image de la Grèce antique. En effet, l’attrait pour l’antiquité mêlait à l’époque une réalité historique et un esthétisme idéal.
Bien que l’œuvre ne semble pas classique à première vue, il est possible de dresser une comparaison entre la prose de Goethe et l’esthétisme littéraire de l’antiquité.  Cette comparaison est d’autant plus pertinente que les auteurs de la période classique de Weimar ont cherché à renouer avec les idéaux esthétiques de l’antiquité grecque, en valorisant l’unité organique et l’harmonie d’ensemble.

## Argument
L'action se déroule à l'époque de Johann Georg Faust au début du  XVIe siècle en Allemagne, entre autres à Leipzig et dans le Harz.
Heinrich Faust, un savant et professeur considéré, fait le bilan de sa vie et en tire deux constats accablants : malgré sa science, il lui manque une compréhension profonde des choses et des résultats probants et en tant qu'homme, il est incapable de profiter de la vie dans toute sa plénitude. Dans cette situation sans espoir, il promet son âme à Mephisto, le diable, si ce dernier parvient à le libérer de son insatisfaction et de son tourment. Le diable emmène alors Faust dans un voyage autour du monde, lui donne un aperçu des plaisirs de la vie et le mêle à une histoire d'amour avec la jeune Marguerite qui finira tragiquement.

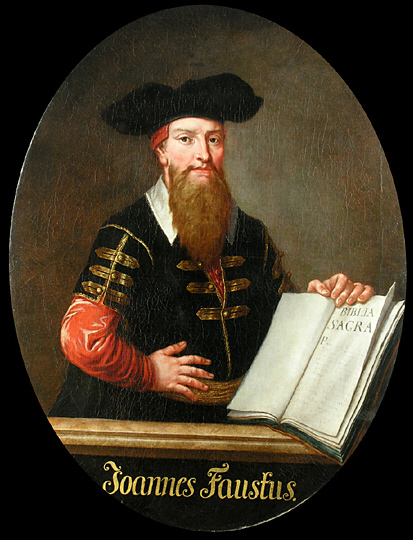
Portrait de Johann Georg Faust dont la légende inspira Goethe. Auteur anonyme, huile sur toile, XVIIIe siècle, 117 x 88 cm. Hôtel de ville de Staufen im Breisgau, Bade-Wurtemberg, Allemagne.

## Personnages
- Heinrich Faust, un érudit
- Méphistophélès, le diable (souvent abrégé en Méphisto)
- Marguerite, (Gretchen), une jeune fille, amour de Faust
- Marthe Schwerdtlein, la voisine de Gretchen
- Valentin, le frère de Gretchen
- Wagner, un étudiant de Faust
- Sorcière, au service de Méphisto
- Un Élève, qui veut étudier auprès de Faust
- Lieschen, une connaissance de Gretchen
- Le directeur de théâtre (apparaît seulement dans le Prologue sur le Théâtre)
- Le poète dramatique (seulement dans le Prologue sur le Théâtre)
- Le Personnage Bouffon (seulement dans le Prologue sur le Théâtre)
- Les trois archanges Raphaël, Gabriel et Michel
- Le Seigneur
- L'Esprit de la Terre, appelé par Faust

aussi : un chœur d'anges, de femmes, des apôtres, des promeneurs de toute sorte, paysans, esprits, compagnons joyeux, animaux des sorcières, esprit malin, des personnages de la Nuit de Walpurgis, une voix d'en-haut.

## Introduction

### Dédicace

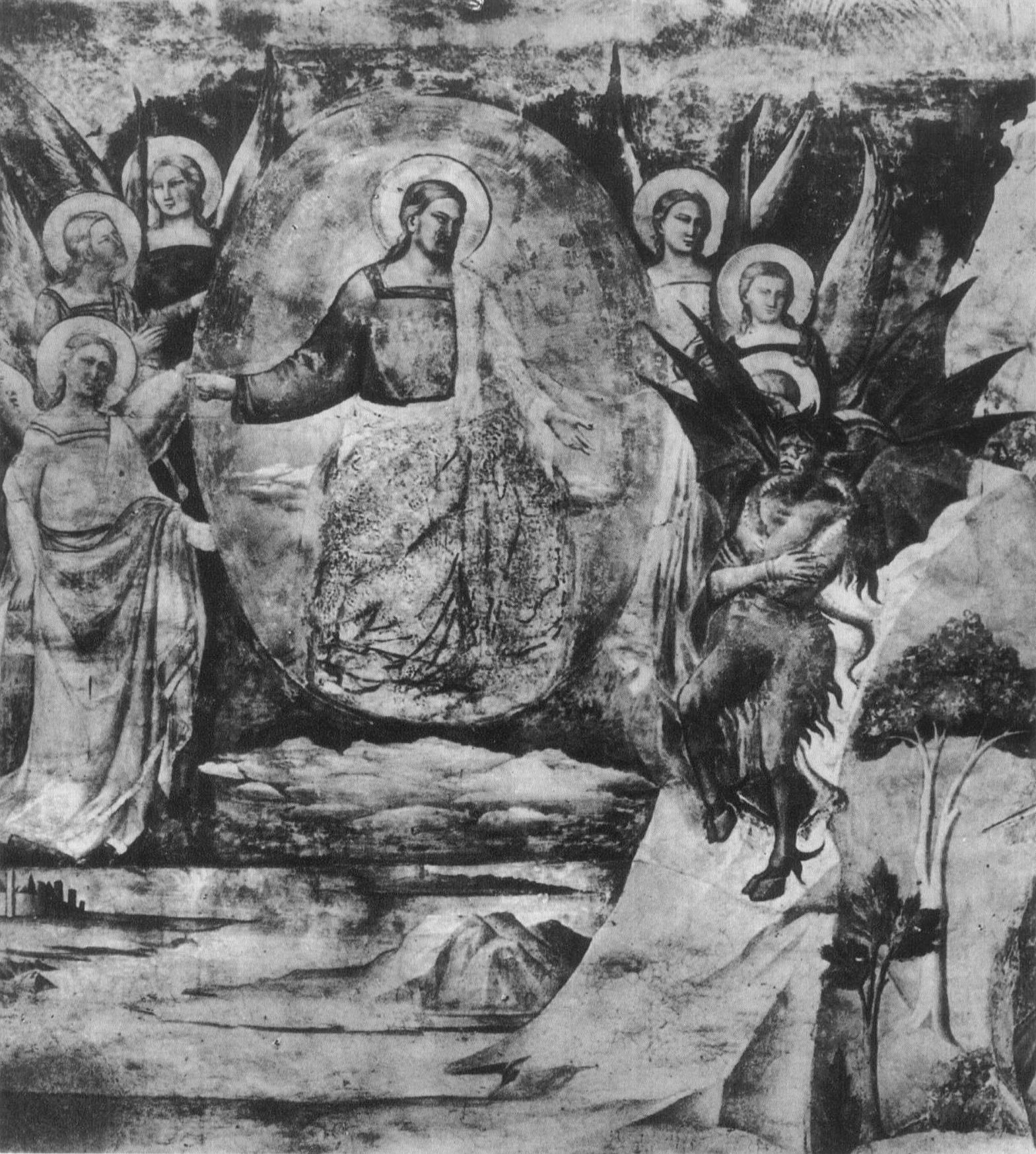
Satan parie avec Dieu
Scène du récit de Job sur une fresque de Campo Santo di Pisa, par Taddeo Gaddi.

La « Dédicace », qui ouvre la pièce, est une élégie. L’auteur (je) s’adresse à d’hésitantes figures (schwankende Gestalten)à propos de leur réapparition. Ces figures font surgir les images des jours heureux (die Bilder froher Tage), des jours d’autrefois quand les amis, les gens de bien (die Guten) vivaient encore et pouvaient l’entendre. C’est pourquoi il est pris d’un désir depuis longtemps oublié de ce silencieux, grave empire des esprits (ein längst entwöhntes Sehnen Nach jenem stillen, ernsten Geisterreich) afin que ce qui fut aboli [devienne]pour moi réel (was verschwand, wird mir zu Wirklichkeiten).

Goethe décrit le processus de création et les sentiments qui se sont emparés de lui. Il pleure sa jeunesse passée, son premier amour, sa première passion ainsi que ses compagnons disparus.

« Venez illusions !... au matin de ma vie,
Que j'aimais à fixer votre inconstant essor !
Le soir vient, et pourtant c'est une douce envie,
C'est une vanité qui me séduit encore. »

— Johann Wolfgang von Goethe, « Dédicace » de Faust.

### Prologue sur le Théâtre
Trois personnages, un directeur de théâtre, un poète et un bouffon, débattent de la nature, de la finalité et de la fonction de l’acte de création, ici du théâtre.
Le directeur défend l’idée qu’il faut plaire à la foule (der Menge behagen), qui vient pour regarder des choses curieuses et stimulantes. Comme il s’agit pour lui de remplir la salle, il doit tenir compte du public pour qui vous écrivez (für wen ihr schreibt).
Le poète s’offusque de cette diminution de son art qu’il conçoit comme une création séparée, dans ce coin de ciel paisible(stillen Himmelsenge), où comptent le goût de la vérité et la joie de l’illusion (den Drang nach Wahrheit und die Lust am Trug).
Le bouffon pense qu’il leur faut du rire (den [Spass]soll ihn haben), et pour cela il faut un grain de folie (Narrheit) et surtout il faut puiser seulement en plein dans la vie de l’homme (nur hinein ins volle Menschenleben greifen).
Le directeur clôt le débat en demandant au poète et au bouffon de tenir leur rôle pour que le spectacle puisse débuter : Ainsi faites défiler dans l’étroite baraque de planches le cercle entier de la Création et, dans votre hâte pensive, allez du Ciel à l’Enfer en passant par le Monde ! (So schreitet in dem engen Bretterhaus Den ganzen Kreis der Schöpfung aus Und wandelt, mit bedächt’ger Schnelle, Vom Himmel durch die Welt zur Hölle !)

« Semez à pleines mains la lune, les étoiles,
Les arbres, l'Océan, et les rochers de toiles ;
Peuplez-moi tout ça de bêtes et d'oiseaux.
De la création déroulez les tableaux,
Et passez au travers de la nature entière,
Et de l'enfer au ciel, et du ciel à la terre. »

### Prologue dans le ciel
Le « Prologue dans le ciel » est une reprise du livre de Job. Il met en scène les trois archanges, Raphaël, Gabriel et Michel, le Seigneur, puis Méphistophélès. Le Seigneur rencontre Méphistophélès qui vient lui parler de comment il voit s’échiner les hommes (wie sich die Menschen plagen) qu’il décrit comme ridicules. Le Seigneur l’interroge sur Faust, que Méphistophélès affirme pouvoir faire chuter. Il propose au Seigneur un pari que ce dernier accepte :
Méphistophélès :
Que pariez-Vous ? Vous perdrez encore celui-là !
Si seulement Vous me donniez licence
de le mener doucement par ma route !
(Was wettet Ihr ? den sollt Ihr noch verlieren !
Wenn Ihr mir die Erlaubnis gebt,
Ihn meine Strasse sacht zu führen.
Le Seigneur :           
Tant qu’il vivra sur la Terre,
aussi longtemps cela ne te sera pas interdit.
L’homme erre aussi longtemps qu’il cherche.
(Solang’ er auf der Erde lebt,
Solange sei dir’s nicht verboten,
Es irrt der Mensch, solang’ er strebt.)
Le Seigneur prédit que Faust ne suivra pas Méphisto sur la longueur : « homme de bien, dans la tendance confuse de sa raison, sait distinguer et suivre la voie étroite du Seigneur ».

## Première partie

### La nuit (Nacht)

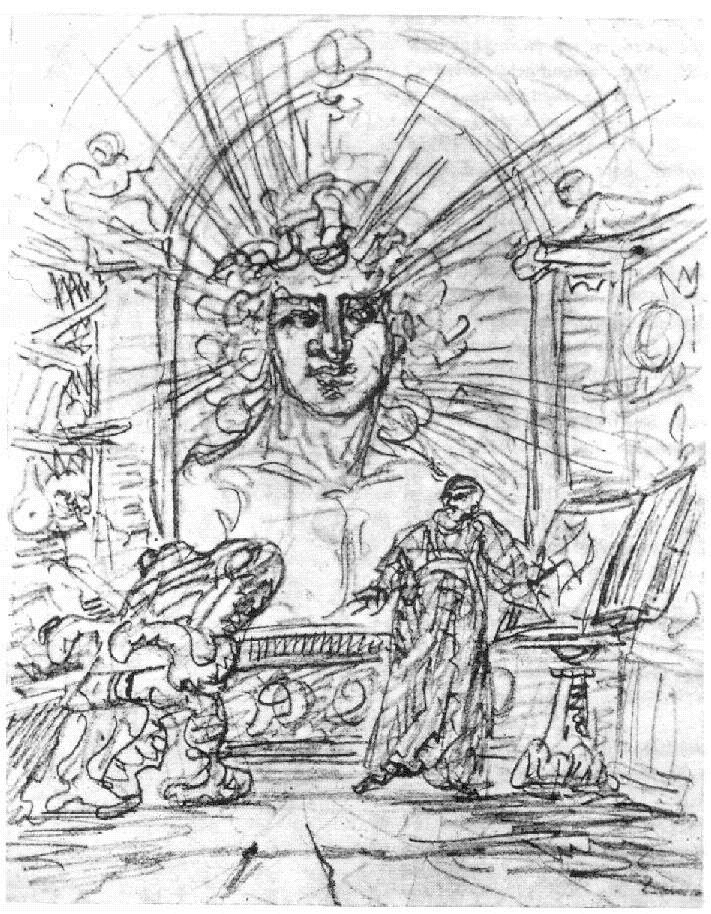
Faust et l'esprit, illustration de la propre main de Goethe

Didascalie : « Dans une chambre élevée, étroite, gothique, Faust, inquiet, est assis devant son pupitre. »
Dans sa chambre gothique, à son pupitre, le savant Faust se lamente de l’échec de ses longues recherches rationnelles (philosophie, droit, médecine, théologie) et magiques : je vois que nous ne pouvons rien savoir ! (sehe, dass wir nichts wissen können !). Grâce au savoir, il est lucide mais sans joie. Il oscille entre des moments de désespoir (de ne pouvoir être un esprit, d’être enfermé dans cette chambre) et d’euphorie, quand il ouvre le livre au signe du macrocosme (qui n’est en fait qu’un vain spectacle où il ne peut saisir la Nature infinie (unendliche Natur). Il appelle alors l’Esprit de la Terre, en est effrayé lorsque ce dernier apparaît, se sent son égal mais l’Esprit disparaît en disant : Tu ressembles à l’Esprit que tu conçois, pas à moi ! (Du gleichst dem Geist, den du begreifst, Nicht mir !).
Wagner, son famulus, arrive à ce moment. Il aimerait apprendre de Faust comment devenir savant, comment connaître. Faust, contrarié, lui dit que cela ne peut s’apprendre, qu’il faut que cela jaillisse de l’impulsion doit venir de l’intérieur. Wagner est le type du savant optimiste et croyant au progrès qui ne construit son érudition que sur les livres. Après le départ de Wagner, qui annonce que le lendemain est le premier jour de Pâques, Faust se rend compte que cette interruption l’a sauvé du désespoir.
Faust retombe dans ses inquiétudes spéculatives, il prend conscience qu’il n’est pas l’égal de l’Esprit de la Terre, qu’il n’est pas l’égal des dieux : je suis l’égal du vermisseau (dem Wurme gleich’ ich), que les livres ne sont que poussière, que les instruments ne permettent pas d’ôter son voile (des Schleichers berauben) à Nature. Cela le plonge dans le désespoir. Il voit alors une fiole de poison depuis longtemps abandonnée. Il la prend pour en finir, pour tourner résolument le dos au caressant soleil (kehre nur der holden Erdensonne Entschlossen deinen Rücken zu !).
À cet instant sonnent un carillon et s’élèvent des chants des anges qui célèbrent la résurrection du Christ. [Ces harmonies]me rappellent dans la vie (Ruft [dieser Klang]jetzt zurück mich in das Leben), moins à cause du message chrétien que par le souvenir nostalgique des jours heureux de l'enfance.

### Devant la porte de la ville (Vor dem Tor)
Indication scénique : « Promeneurs de tout genre sortant de la ville. »
Devant la porte de la ville, le dimanche de Pâques, la jeunesse flirte, les bourgeois se délassent, les paysans et les soldats chantent.
Faust admire le printemps et les gens qui "ressuscitent" tandis que Wagner regarde la populace avec mépris. Un paysan rappelle à Faust les bienfaits de son père et de lui-même lors de l’épidémie de peste. Wagner est admiratif du prestige que Faust a auprès du peuple mais Faust le détrompe : son père était un vulgaire alchimiste et ses électuaires n’ont jamais soigné personne, au contraire. Mais il ne veut pas se laisser emporter à la mélancolie, il rêve vainement d’avoir des ailes pour être comme un dieu. Pourtant chacun porte en lui dès sa naissance l’essor et l’élan de son sentiment (Doch ist es jedem eingeboren, Dass sein Gefühl hinauf und vorwärts dringt), élan que Wagner n’a jamais senti. Faust se sent déchiré entre deux âmes, une attachée au monde d’ici-bas, l’autre emportée vers les séjours de ses nobles aïeux (Zu den Gefilden hoher Ahnen). Il implore alors l’Esprit de l’Air de l’emporter mais Wagner l’en dissuade et l’invite à rentrer, le soir tombant. À ce moment Faust remarque un chien noir dans la campagne, qui, par une vaste spirale se rapproche d’[eux]de plus en plus (wie in weitem Schneckenkreise Er um uns her und immer näher jägt) : Il me semble qu’il trace autour de nos pieds des boucles magiques, amorces d’un lien futur (Mir scheint es, dass er magisch leise Schlingen, Zu künft’gem Band, um unsre Füsse zieht). Faust le prend avec lui dans son cabinet d'étude.

### Cabinet d'étude I (Studierzimmer I)
Faust se trouve dans son cabinet d’étude, avec le caniche qui l’a suivi. Il cherche à jouir de l’euphorie du moment puis essaie de traduire la première phrase de l'Evangile de saint Jean : Au début était le Verbe / la Pensée / la Force / l’Acte, mais il est toujours dérangé par le caniche qui aboie. Quand Faust veut le renvoyer, ce dernier s’allonge et s’élargit (wird lang und breit). Faust pense qu’il est habité d’un esprit et cherche à le chasser à l'aide d'une formule alchimique, en vain, puis en lui opposant le crucifix, ce qui révèle la nature infernale de la créature qui se transforme soudain en étudiant gyrovague (fahrender Scholastikus). Ce dernier se présente à Faust de façon énigmatique : Une partie de cette force qui constamment veut le mal et constamment fait le bien (Ein Teil von jener Kraft, Die stets das Böse will und stets das Gute schafft) et Je suis l’Esprit qui nie sans trêve (Ich bin der Geist der stets verneint). Il s’agit du Diable, de Méphistophélès, qui demande l’autorisation de s’en aller car il est prisonnier du cabinet de Faust. Il promet à Faust de satisfaire tous ses sens, fait apparaître des Esprits qui bercent et endorment Faust et s’échappe grâce à un rat qui ronge le cercle magique qui le tenait emprisonné. Faust alors s’éveille, ne sachant s’il a rêvé une fois encore.

### Cabinet d'étude II (Studierzimmer II)

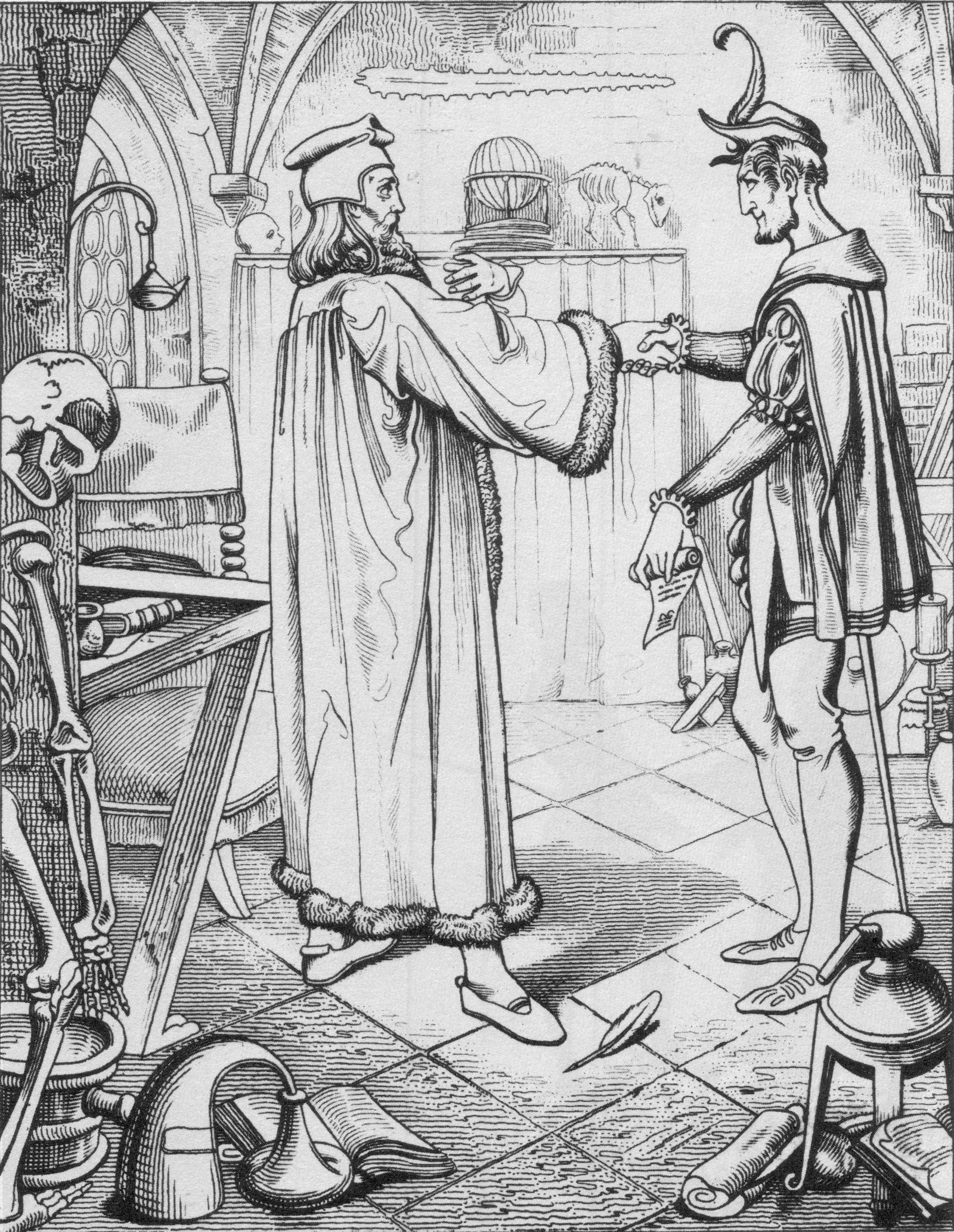
Le pacte avec le Diable.

Méphistophélès vient à nouveau voir Faust, cette fois sous la forme d’un gentilhomme (edler Junker), et l’invite à bien se vêtir afin, détaché, libre, d’expérimenter ce qu’est la vie (Damit du, losgebunden, frei, Erfahrest, was das Leben sei). Mais Faust pense que le monde ne peut plus rien lui apporter : l’existence est ainsi mon fardeau, la mort mon désir, la vie mon horreur (Und so ist mir das Dasein eine Last, Der Tod erwünscht, das Leben mir verhasst). Méphistophélès ironise sur ce désir de mort, et Faust poursuit sa déploration sur les bonheurs illusoires (la possession, la richesse, la famille, l’amour, l’espérance, la foi, la patience). Méphisto, aidé par le chœur des Esprits, enjoint à Faust de cesser de se morfondre et lui propose ses services :
Méphisto :   Je veux bien m’accommoder

                    d’être à toi sur l’heure.

                    Je suis ton compagnon

                    et, si c’est ton gré,

                    je serai ton valet, ton esclave !
(So will ich mich gern bequemen,

                    Dein zu sein, auf der Stelle.

                    Ich bin dein Geselle

                    Une mach’ ich dir’s recht,

                    Bin ich dein Diener, bin dein Knecht !)
Faust :          Et que dois-je t’accorder en retour ? […]
(Und was soll ich dagegen erfüllen ?)
Méphisto :   Je veux m’engager à ton service ici même,

                    n’avoir ni trêve ni repos sur un signe de toi ;

                    quand nous nous retrouverons de l’autre côté,

                    tu feras de même pour moi.
                    (Ich will mich hierzu deinem Dienst verbinden

                    Auf deinem Wink nicht rasten und nicht ruhn ;

                    Wenn wir uns drübenwieder finden,

                    So sollst du mir das gleiche tun.)
Méphisto promet à Faust de lui donner ce qu’aucun homme encore n’a jamais vu, ce dont doute ce dernier. Mais il accepte de parier avec Méphisto :
Faust :          Si tu peux me tromper par le plaisir…

                    Que ce soit pour moi le dernier jour !

                    J’en fais le pari !

                    (Kannst du mich mit Genuss betrügen –

                    Das sei für mich der letzte Tag !

                    Die Wette biet’ ich !)

Méphisto :   Tope là !
                    (Topp !)
Faust :          Et main pour main !
                    (Und Schlag auf Schlag !)

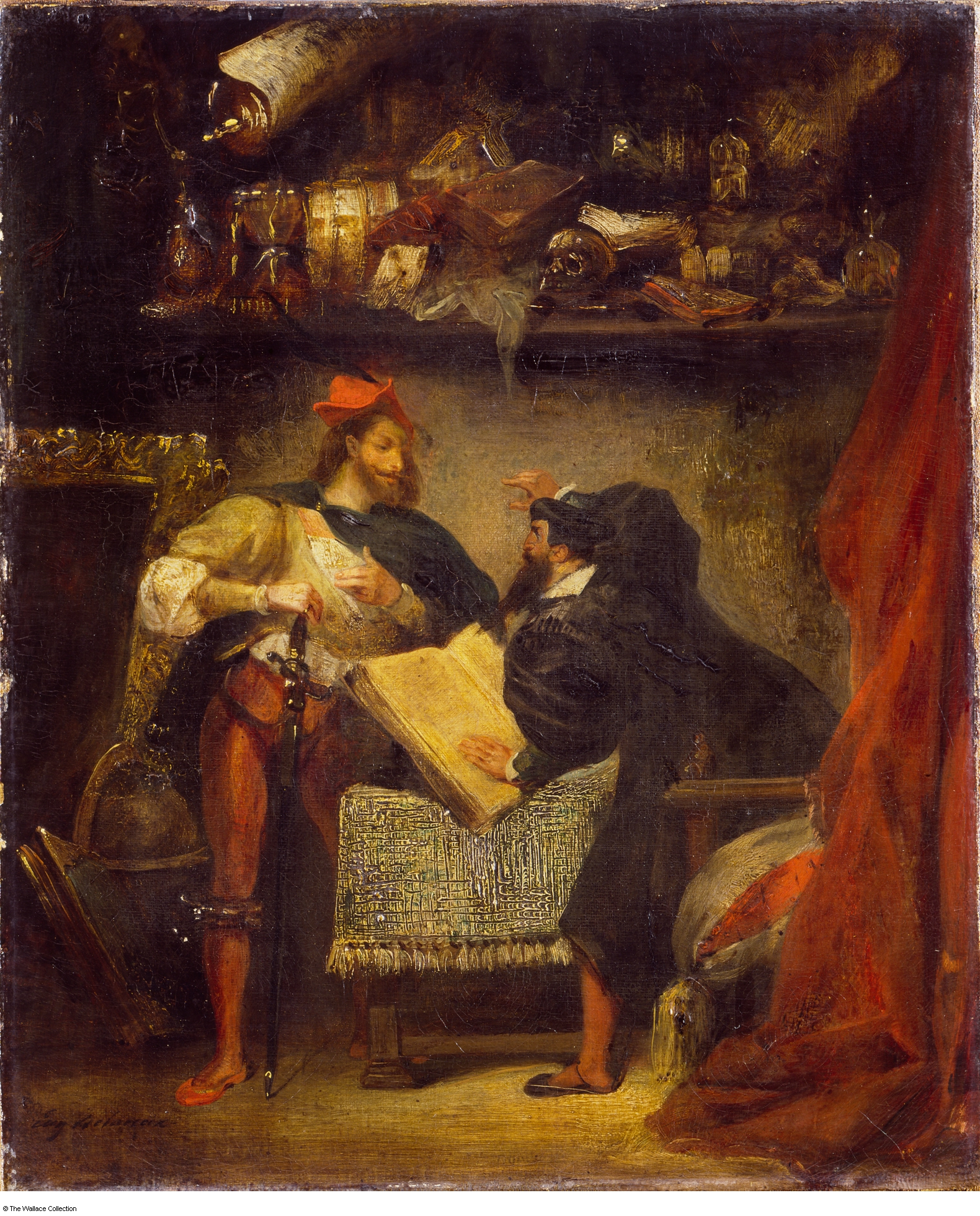
Faust et Méphistophélès
Eugène Delacroix, 1827-1828
Wallace Collection, Londres

Méphisto demande encore à Faust de signer un parchemin de son sang, qui scelle leur promesse mutuelle. Raillant les vaines études de Faust, Méphisto lui rappelle qu’[il]n’est, en fin de compte… que ce qu’[il]est (Du bist am Ende – was du bist)et il lui enjoint d'aller droit au milieu du monde (grad’ mit in die Welt hinein !).
À ce moment, un étudiant frappe à la porte. Faust ne veut pas le voir, Méphisto le fait alors à sa place. L’étudiant aimerait acquérir en ces lieux quelque solide savoir (Möchte gern was Rechts hieraussen lernen). Méphisto l’invite à étudier la logique puis la métaphysique, lui déconseille la jurisprudence et la théologie pour l’inciter à profiter de la vie. L’étudiant s’en va, non sans avoir fait signer son album à Méphisto qui y écrit : Vous serez comme Dieu, sachant le bien et le mal (Eritis sicut Deus, scientes bonum et malum).
Faust revient et s’inquiète de son apparence de vieillard. Méphisto : dès que auras confiance en toi, dès lors tu sauras vivre (Sobald du dir vertraust, sobald weisst du zu leben). Ensemble ils vont s’envoler sur le manteau de Méphisto.

### Cave d’Auerbach, à Leipzig (Auerbach's Keller in Leipzig)
De joyeux buveurs de la cave d’Auerbach boivent et chantent des chants grivois, dans une atmosphère joyeuse et populaire.
Méphisto y entraîne Faust pour qu’[il]voie combien il est facile de vivre (wie leicht sich’s leben lässt). Il engage la conversation avec les joyeux convives, capte leur attention avec la chanson de la puce et fait surgir des tables le vin qu’ils désirent.
Faust en a vite assez mais Méphisto lui demande d'être patient : « Encore une minute d'attention, et tu vas voir la bestialité dans toute sa candeur ». Le vin se transforme en feu et les buveurs veulent s'attaquer à Méphisto avec leurs couteaux. Grâce à la magie, ce dernier parvient à fuir avec Faust. Les étudiants restent alors hagards : « Qu'on vienne dire encore qu'il ne faut pas croire aux miracles ! »

### Cuisine de sorcière (Hexenküche)
Méphisto conduit Faust dans une cuisine de sorcière où se trouvent un singe, une guenon et leurs petits, veillant sur une marmite où cuit un étrange breuvage. Faust doute de pouvoir rajeunir (genesen) dans ce lieu répugnant. En attendant la sorcière absente, Faust regarde dans un miroir : Que vois-je ? Quelle céleste image se montre en ce miroir enchanté ? […]la plus belle image d’une femme ! (Was seh’ ich ? Welch’ ein himmlisch Bild Zeigt sich in diesem Zauberspiegel ! […]Das schönste Bild von einem Weibe !)La sorcière apparaît alors, s’irrite contre ces visiteurs importuns, reconnaît soudain Méphisto et offre un breuvage à Faust qui doit le rajeunir et lui faire apparaître toute femme comme désirable : Avec ce breuvage dans le corps, tu verras bientôt Hélène en chaque femelle (Du siehst, mit diesel Trank im Leibe, Bald Helenen in jeidem Weibe).

### Une rue (Strasse)

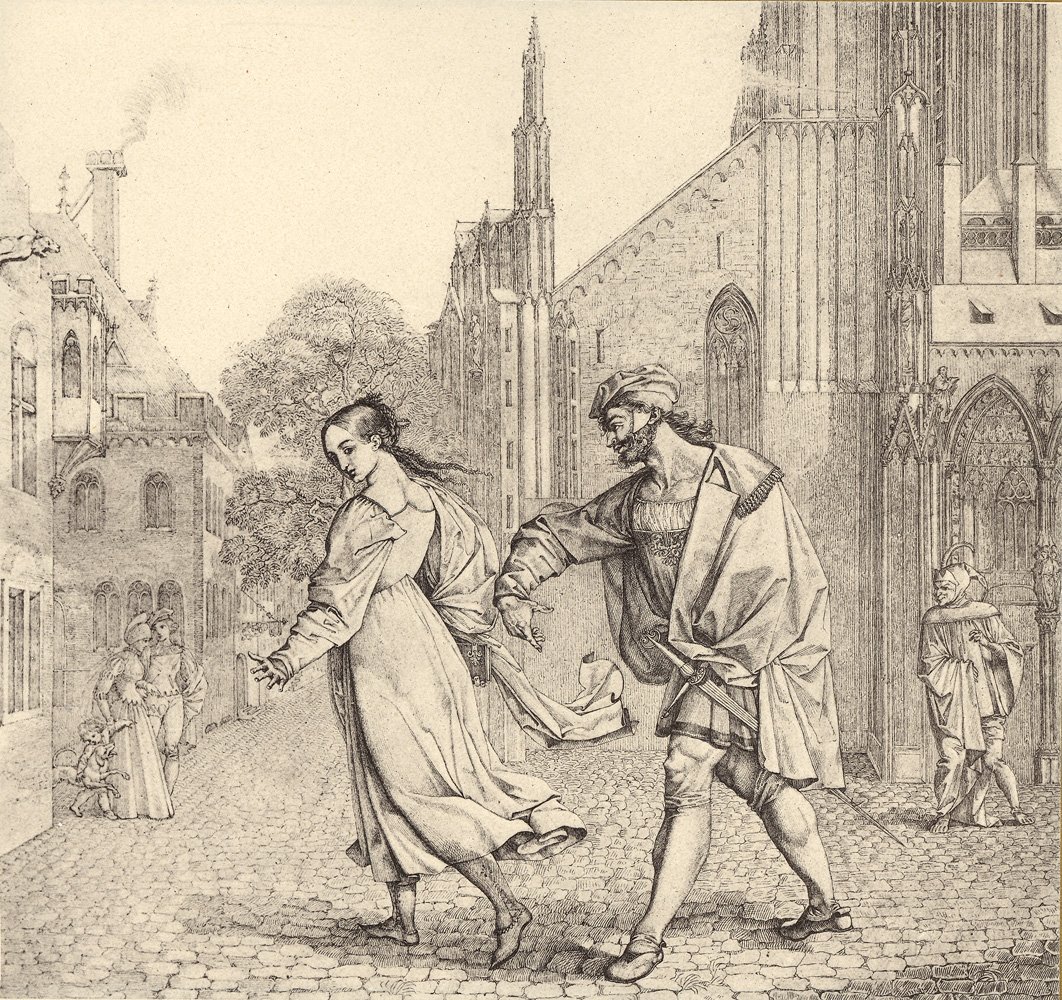
Faust offre le bras à Gretchen.

Faust offre sa compagnie à Gretchen qui revient de la confession. La jeune fille de condition modeste le rejette. Faust est épris de l'être et de l'apparence de Gretchen : « je n'ai encore rien vu de semblable ».
Menaçant de briser le pacte, Faust exige de Méphisto qu'il fasse de Gretchen sa bien-aimée le jour-même. Méphisto qui avait épié la confession de la jeune fille, rétorque qu'il n'a aucun pouvoir sur les jeunes filles innocentes. Faust réplique : « Elle a pourtant plus de quatorze ans ». Méphisto qui se moque de la lubricité de Faust qui parle comme un libertin et, ajoute-t-il, comme un Français, préconise d'agir avec patience et ruse.
Tout d'abord, Faust doit se contenter de voir la chambre de Gretchen et demande à Méphisto de lui procurer un cadeau pour la jeune fille.

### Le soir (Abend)

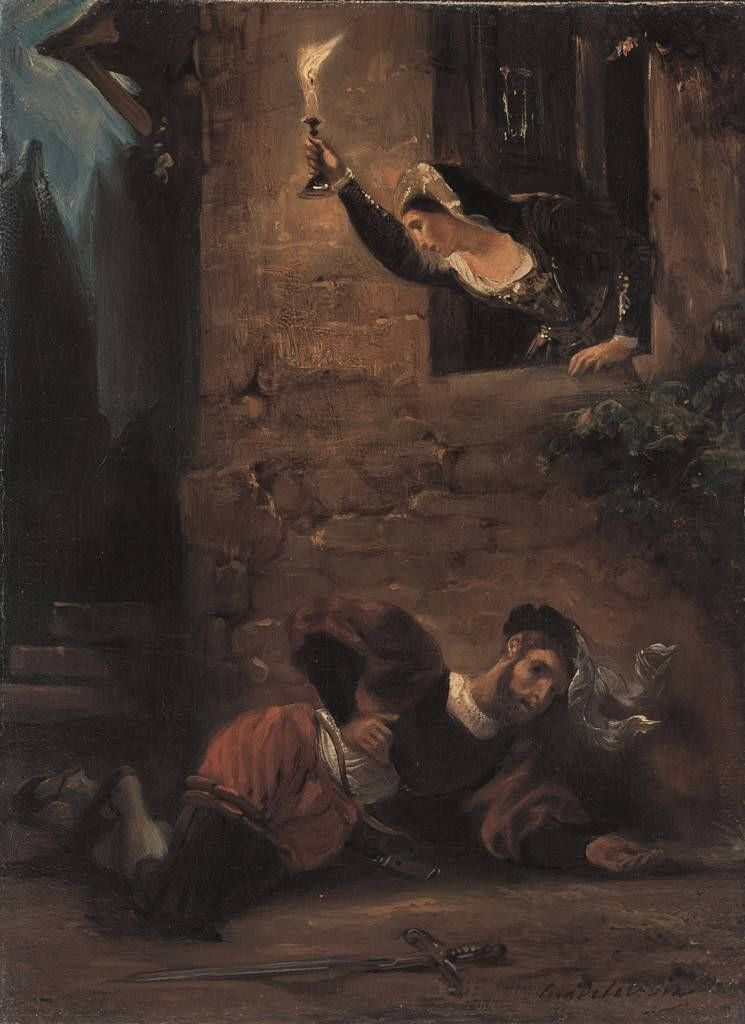
La Mort de Valentin
Eugène Delacroix, vers 1826
Neue Pinakothek, Munich

Indication de lieu : Une petite chambre proprette.
Dans sa chambre, Gretchen, se demande qui peut être cet homme qui l'a abordée dans la rue. En raison de son apparence imposante et de son apparition hardie, elle prend Faust pour un noble.
En l'absence de Gretchen, Méphisto conduit Faust dans la chambre de la jeune fille et le laisse seul. Dans ce lieu, Faust ressent une « douce peine d'amour ». Il s'imagine l'ancienne vie de Gretchen et se réjouit à l'idée d'une jeune fille pure, ancrée dans son environnement ordonné et misérable. En regardant son lit, il s'écrit : « Je pourrais ici couler des heures entières ». Très vite, Faust s'étonne d'être entré ici : « Malheureux Faust, je ne te reconnais plus! »
En raison du retour prématuré de Gretchen, Méphisto entre et place dans l'armoire une cassette de bijoux qu'il a volée et s'amuse des scrupules du penseur Faust qui n'arrive pas à se décider à le faire lui-même.
Gretchen revient, se déshabille en chantant l'air du Roi de Thulé. Elle trouve alors le coffret et se demande d'où il peut provenir. Elle met des parures et s'admire devant le miroir.

### Une promenade (Spaziergang)
Avec fracas, Méphisto raconte à Faust que Gretchen a montré les bijoux à sa mère, qui a fait venir un prêtre. Ce dernier a pris les bijoux suspects pour l'église et promis pour cela une récompense céleste. Méphisto se moque de l'alacrité de l'Église à empocher des biens sans se soucier de leur provenance. Méphisto raconte comment Gretchen pense à l'écrin jour et nuit et encore plus à celui qui le lui a apporté. Très rapidement, Faust exige un nouveau cadeau de valeur. De plus, Méphisto doit entreprendre la voisine et confidente de Gretchen.

### La maison de la voisine (Der Nachbarin Haus)

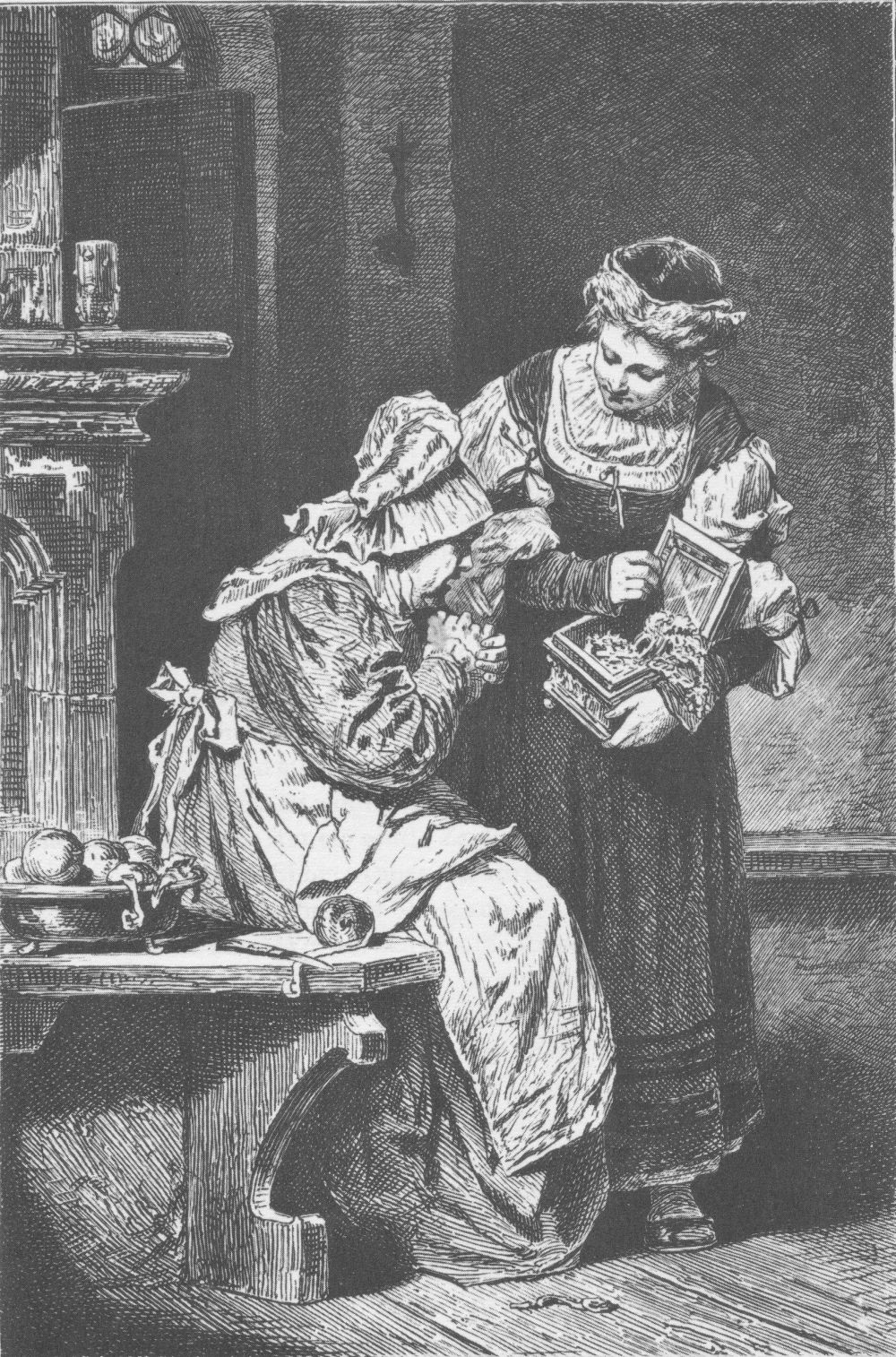
Gretchen et Marthe

La voisine Marthe Schwerdtlein pense à son mari disparu qui l'a laissée sur la paille. Elle aimerait avoir la confirmation de sa mort : « Ô douleur ! - Si j'avais seulement son extrait mortuaire ! ». Gretchen arrive et montre à Marthe une nouvelle cassette de bijoux. Marthe lui conseille de les cacher à sa mère et de ne les porter que de façon secrète dans sa maison. Méphisto apporte une nouvelle à Marthe : « Votre mari est mort, et vous fait saluer ». Le mort est enterré à Padoue. Il veut amener le deuxième témoin nécessaire pour l'établissement du certificat de décès lors d'une rencontre avec Marthe le soir dans son jardin. Marthe assure que Gretchen sera présente lors du rendez-vous. Méphisto flirte avec Marthe mais se retire rapidement lorsque la jeune veuve se laisse prendre au jeu : « Sortons vite, elle prendrait bien au mot le diable lui-même ».

### Une rue (Strasse)
Faust, impatient, veut savoir où en est son affaire avec Gretchen. Méphisto lui dit qu’il verra Gretchen dans la maison de Marthe le soir même mais que, auparavant, ils devront établir un faux témoignage concernant la mort du mari de cette dernière. Faust est réticent mais Méphisto lui fait remarquer qu’il a, sans scrupules, proposé des définitions mensongères de Dieu, de l'homme et du monde sans avoir aucune idée du sujet. De plus, il jurera bientôt fidélité à Gretchen sans pouvoir tenir sa promesse. Faust cède à contrecœur.

### Un jardin (Garten)

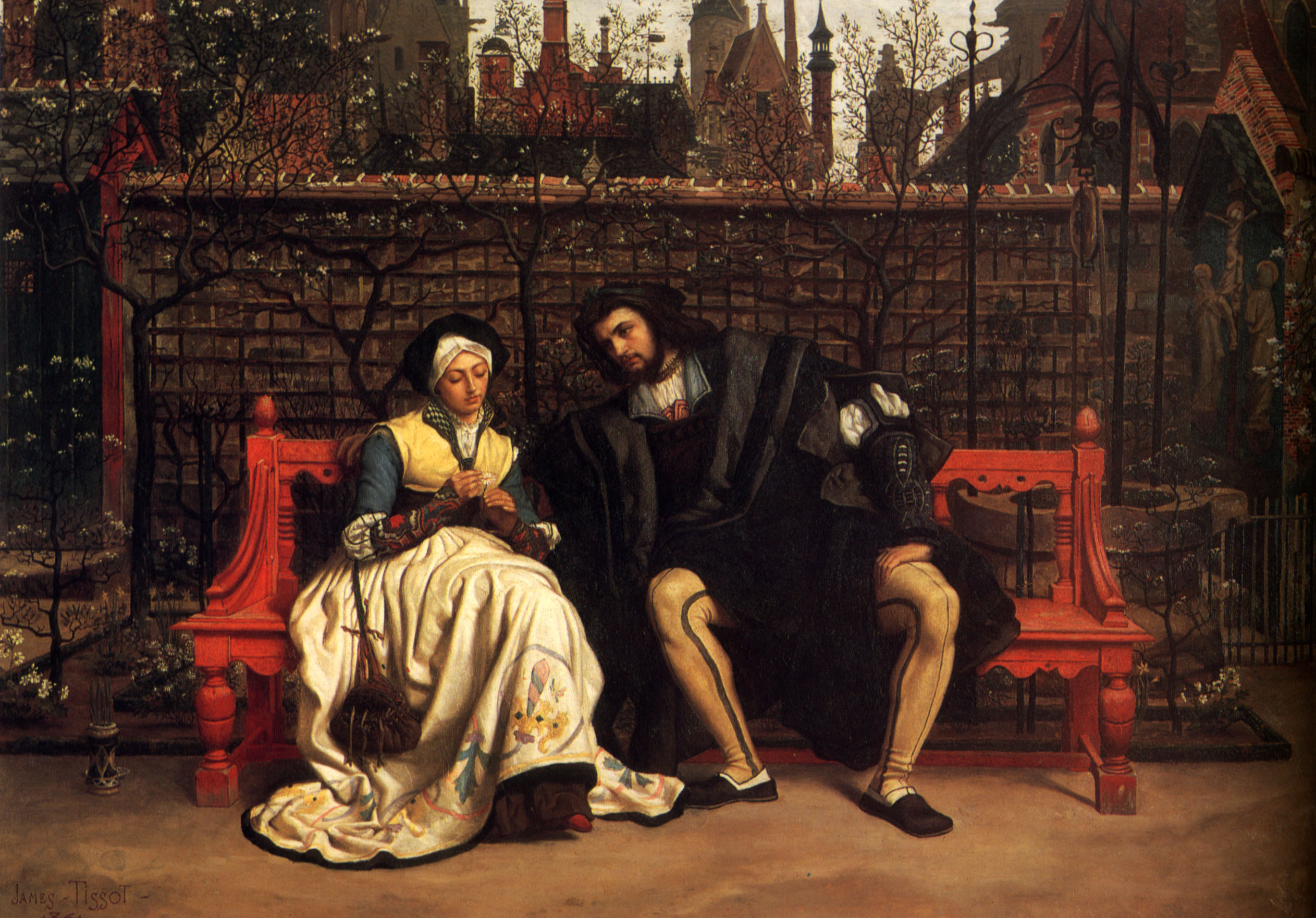
Faust et Marguerite dans le jardin

Lors du rendez-vous convenu, les deux couples Faust-Gretchen et Méphisto-Marthe se retrouvent dans le jardin. Méphisto n'a de cesse de repousser les avances non dissimulées de la maîtresse de maison. Gretchen décrit à Faust son quotidien fait de beaucoup de travail. L'amour de sa sœur disparue a laissé une forte marque dans sa jeune vie. Gretchen avait élevé elle-même l'enfant, sa mère étant malade. Faust et Gretchen se rapprochent. Elle décrit ses sentiments lors de la première rencontre, il parle de la possibilité de « s'abandonner l'un à l'autre, pour goûter un ravissement qui peut être éternel ! »

### Un pavillon de jardin (Ein Gartenhäuschen)
Quelques jours plus tard, Faust et Marguerite se retrouvent dans un pavillon de jardin, ils s'embrassent, c'est un moment de bonheur que Méphisto vient déranger en pressant Faust. Gretchen reste alors seule et ne comprend pas ce que Faust l'érudit trouve de bien en elle : « Je ne suis qu'une pauvre enfant ignorante, et je ne comprends pas ce qu'il peut trouver en moi ».

### Forêt et caverne (Wald und Höhle)
Isolé dans une grotte, au cœur de la forêt, Faust interpelle le sublime Esprit (Erhabner Geist) et le remercie de lui avoir donné pour royaume la magnifique Nature (die herrliche Natur zum Königreich), de la voir au fond de son cœur (in ihre tiefe Brust […] zu schauen). Lorsque la Nature se déchaîne, l’Esprit dévoile Faust à lui-même. Cependant l’Esprit a également donné à Faust le compagnon dont je ne puis déjà plus me passer (den Gefährten, den ich schon nicht mehr Enthbehren kann).
Méphisto arrive sur ces entrefaites. Il se moque de Faust qui perd son temps dans ce lieu isolé et dans la répétition des mêmes plaisirs. Il lui annonce que Gretchen est folle amoureuse et se languit de lui et qu’il doit aller terminer ce qu’il a commencé. Faust, malgré son irritation contre Méphisto qui attise ses désirs, acquiesce : Ce qui doit advenir, qu’il advienne à l’instant ! Que sa destinée s’écroule sur moi et s’abîme avec moi ! (Was muss geschehn, mag’s gleich geschehn ! Mag ihr Geschick auf mich zusammenstürzen Und sie mit mir zu Grunde gehn !)

### Chambre de Marguerite (Gretchens Stube)
Il s'agit d'un monologue de Marguerite (le célèbre poème Marguerite au rouet). Étant maintenant définitivement tombée amoureuse de Faust, Marguerite ne parvient plus à trouver la paix qui caractérisait sa vie passée, l'amour prend le dessus sur le bonheur et la naïveté d'antan.

### Jardin de Marthe (Marthens Garten)
Marguerite est en compagnie de Faust dans le jardin de Marthe. Elle l'interroge sur ses convictions religieuses, sentant le doute chez lui. Il est extrêmement gêné de répondre à la question de Gretchen (Gretchenfrage) : « Crois-tu en Dieu ? ». Faust ne parvient pas à la rassurer et lui fait part de ses doutes et de sa position proche de l'athéisme.
Marguerite avoue ensuite à Faust ce qu'elle pense de son compagnon (Méphisto). Il ne lui inspire que dégoût et antipathie. La présence de Méphisto lui donne même l’impression de ne plus aimer Faust et de ne plus pouvoir prier.
C'est à la fin de la scène que Faust finit par convaincre Gretchen de se donner à lui. Puisqu'elle vit avec sa mère, il l'amène à accepter de l'endormir à l'aide d'une potion que lui a fournie Méphisto. Au départ de Marguerite, Méphisto apparaît et, plein de sarcasmes et de railleries quant à la nuit qui attend Faust et Marguerite, admet avoir assisté une fois de plus à leur discussion en cachette.

### À la fontaine (Am Brunnen)
Gretchen se retrouve au lavoir avec son amie Lieschen (Lisette en français). Tout en nettoyant le linge, elle apprend à Gretchen que la petite Barbe, une autre lavandière, est tombée enceinte et que son amant s'est enfui. Gretchen se sent désolée pour elle mais comprend qu'elle aussi est enceinte de Faust: Me voilà à mon tour touchée par le péché ! Pourtant tout ce qui m’y a poussée, Dieu ! c’était si bon, hélas ! si doux ! (Und bin nun selbst der Sünde bloss ! Doch – alles, was dazu mich trieb, Gott ! war so gut ! ach, war so lieb !)

### Les remparts / Sur le mur du château (Zwinger)
Plainte de Marguerite, prostrée devant une image pieuse de la Mater dolorosa. Marguerite sent le malheur qui la menace ; son amour pour Faust la détruit. Elle craint la honte et supplie la Vierge Marie de la sauver.

### La nuit (Nacht)
Indication de lieu : Une rue devant la porte de Gretchen.
Devant la maison de Gretchen, Valentin, son frère, soldat, se souvient du temps où sa sœur était l’honneur de toutes les femmes et se lamente de la situation actuelle où chacun peut se moquer de lui.
Entrent Faust et Méphisto qui parlent de la nuit de Walpurgis à venir. Faust se désole d’aller chez Gretchen sans un présent à lui offrir. Méphisto entonne une chanson grivoise.
Valentin apparaît alors pour trucider Méphisto, mais ce dernier guide la main de Faust et transperce Valentin. Faust et Méphisto disparaissent.
Gretchen apparaît et s’approche de son frère blessé, qui l’interpelle et lui esquisse son destin de putain, abandonnée de tous. Il semble lui suggérer l’infanticide : Quand la honte voit le jour, on la met au monde en secret et on lui rabat le voile de la nuit sur la tête et les oreilles ; on aimerait même la mettre à mort (Wenn erst die Schande wird geboren, Wird sie heimlich zur Welt gebracht, Und man zieht den Schleier der Nacht Ihr über Kopf und Ohren ; Ja, man möchte sie gern ermorden). À la fin, il la maudit.

### Dans la cathédrale (Dom)
Lors d’une messe (peut-être lors des obsèques de sa mère, mais le texte n'est pas explicite à ce sujet), Gretchen se trouve dans la cathédrale. Un Mauvais Esprit lui rappelle le temps où elle était innocente, avant de faire mourir sa mère de chagrin, avant qu’elle ait sous son cœur une vie en germe (unter deinem Herzen Regt sich’s nicht quillend schon), avant de provoquer la mort de son frère : Et sur ton seuil, quel est ce sang?. Il provoque sa confusion et un sentiment d’accablement, pendant que le chœur chante en latin.

### La nuit de Walpurgis (Walpurgisnacht)
Indication de lieu : Montagne du Harz, contrée de Schierke et Elend.
Méphisto emmène Faust sur la montagne du Harz où se déroule la rencontre des sorcières lors de la Nuit de Walpurgis. Il demande à un feu follet de les guider dans la sphère du songe et de l’enchantement (in die Traum- und Zaubersphäre).
Durant leur ascension, ils entendent un furieux chant magique (ein wütender Zaubergesang) chanté par des sorcières qui décrivent l’assemblée du haut : Là-haut se rassemble la grande armée. Messire Urian [le Diable] siège au sommet (Dort sammelt sich der grosse Hauf, Herr Urian sitzt oben auf). Des voix de sorcières s’entremêlent dans un dialogue surnaturel. Pour ne pas perdre Faust, Méphisto doit user du droit du maître (Hausrecht). Il dit à Faust cette phrase énigmatique : je m’approche, je te présente et te lie à nouveau (Ich tret’ heran und führe dich herein, Und ich verbinde dich aufs neue). Habituellement, Méphisto voyage incognito mais ce soir il se révèle par son pied de cheval / pied bot (Pferdefuss). Il rencontre de vieux messieurs (un général, un ministre, un parvenu, un auteur), puis une sorcière brocanteuse, enfin deux femmes, une vieille et une jeune avec laquelle Faust danse, mais qu’il quitte quand une souris rouge sort de sa bouche et après s’être fait apostrophé par le proctophantasmiste.
Faust aperçoit alors une belle enfant pâle (Ein blasses, schönes Kind) qui ressemble à Gretchen, dont il admire le beau col que seul orne un cordonnet rouge (diesen schönen Hals Ein einzig rotes Schnürchen schmücken),signe des assassins dont la tête a été tranchée. Méphisto cherche à le convaincre, mais en vain, que c’est une image magique, sans vie, une idole (ein Zauberbild, ist leblos, ein Idol), un tour de magie […]À chacun, elle apparaît comme celle qu’il aime (die Zauberei […]Denn jedem kommt sie wie sein Liebchen vor).
Finalement Méphisto conduit Faust sur un tertre où se déroule une pièce de théâtre.

### Songe d’une nuit de Walpurgis ou Les noces d’or d’Obéron et de Titiana(Walpurgisnachtstraum oder Oberons und Titianas Goldne Hochzeit)
Il s'agit d'un intermède mettant en scène une profusion de personnages plus ou moins mythiques n'ayant aucun rapport avec l'action de la pièce. Faust se laisse distraire de sa vision et de son remords à propos de Marguerite.

### Jour sombre. Campagne (Trüber Tag. Feld)
Seul tableau en prose de la tragédie. Dans la campagne, Faust est désespéré car il vient d’apprendre le sort de Gretchen, emprisonnée comme criminelle et torturée. Il reproche à Méphisto de lui avoir caché la vérité pendant qu’il le berçait de divertissements stupides (abgeschmachten Zerstreuungnen). Ce dernier lui répond de façon cynique que ce n’est pas la première à finir ainsi et reproche à Faust de ne pas assumer ses actes : Pourquoi fis-tu cause commune avec nous, si tu ne peux y faire face ?(Warum machst du Gemeinschaft mit uns, wenn du sie nicht durchführen kannst ?). Faust le supplie de la sauver mais Méphisto ne le peut : qui donc l’a menée à sa perte ? Moi ou toi ? (Wer war’s, der sie ins Verderben stürzte ? Ich oder du ?)Faust lui demande alors de le mener à la prison et de libérer Gretchen, mais Méphisto ne peut que l’y conduire, endormir les geôlier, mais c’est Faust qui doit la sortir par mains humaines (mit Menschenhand).

### La nuit, en pleine campagne (Nacht, offen Feld)
Faust et Méphisto, au galop sur des chevaux noirs, aperçoivent une ghilde de sorciers (Hexenzunft) autour de la Roche-aux-Corbeaux (um den Rabenstein), là où on édifie le gibet.

### Une prison (Kerker)
Devant la porte du cachot, Faust frissonne, il craint de revoir Gretchen, elle qui pour tout crime n’eut que belle illusion (ihr Verbrechen war ein guter Wahn). Puis il entre. Gretchen croit d’abord que c’est le bourreau qui vient la chercher avant l’heure, elle se souvient alors du crime dont on l’accuse (ils disent que je l’ai tué [= tué son enfant]) et voit le vacarme de l’Enfer. Faust l’appelle, elle reconnaît sa voix mais ne le reconnaît pas tout de suite. Elle s’imagine sauvée, revoit sa vie d’avant, sa vie heureuse, cherche à embrasser Faust mais celui-ci veut qu’elle vienne avec lui, car l’aube approche. Elle lui révèle alors qu’elle a noyé leur enfant : je ne puis partir, je n’ai plus rien à espérer (ich darf nicht fort ; für mich ist nichts zu hoffen). Malgré les demandes de Faust, elle voit l’échafaud approcher, et elle accepte son destin en se donnant au Seigneur : Jugement de Dieu ! C’est à toi que je me suis livrée ! (Gericht Gottes ! dir hab’ich mich übergeben !)Ayant vu Méphisto, elle le prend en horreur :
GRETCHEN : Je suis tienne, Père ! Sauve-moi !

        Anges, saintes milices,

        formez-vous à mon entour pour me préserver !

        Henri ! Tu me fais horreur !

MEPHISTO : Elle est jugée.
VOIX (d’en haut) :  Elle est sauvée !
MEPHISTO : Viens à moi ! (Il disparaît avec Faust)
UNE VOIX (du fond, décroissant) : Henri ! Henri !

## Éditions en français
- Johann Wolfgang von Goethe (trad. de l'allemand par Jacques Porchat), Œuvres de Goethe, Paris, Hachette (no IV), 1860-1874, « Faust »
- Johann Wolfgang von Goethe (trad. de l'allemand par Gérard de Nerval et Suzanne Pacquelin, préf. André Gide), Théâtre complet, Paris, Gallimard, coll. « Bibliothèque de la Pléiade », 1951 (1re éd. 1951), 1344 p., « Faust. Une tragédie »
- Faust, trad. J. Amsler, modernisée par O. Mannoni, Gallimard (Folio bilingue), 1995.
- Faust I et II, trad. J. Malaparte, GF Flammarion, 1992.
- Faust (Urfaust, Faust I, Faust II), trad. J. Lacoste et J. Le Rider, Bartaillat, 2014.